# イツハク・ナヴォン
イツハク・ナヴォン（ヘブライ語: יצחק נבון, 英語: Yitzhak Navon、1921年4月9日 - 2015年11月6日）は、イスラエルの政治家、外交官、劇作家。イスラエルの5代目大統領（1978年 - 1983年）を務めた。

## 生い立ち
ナヴォンはエルサレムで、多言語話族のセファルディのラビの家系に生まれた。彼の父方の祖先は、1492年にスペインから追放され、トルコに移り住んだユダヤ人であり、その一家（Baruch Mizrahi家、もしくはAl Mashraki）は1670年にエルサレムに移住した。母方は著名なカバラ主義者のハイム・ベン＝アッタール（Haim Ben Attar）の子孫である。ベン＝アッタール家は1884年にモロッコからエルサレムにやって来た。ナヴォンはエルサレムのヘブライ大学でヘブライ文学とイスラム学、教育学を学んだ。1946年から1949年にかけて、エルサレムでハガナーのアラブ局の長を務めた後、1949年から1951年までウルグアイとアルゼンチンで外交官となる。ナヴォンの妻オフィラは彼よりかなり若く、癌で死去している。彼らには2人の子供がいた。

## 政治家としての経歴
1951年にナヴォンは外務大臣モシェ・シャレットの政治秘書に任ぜられ、1952年から1963年にかけては初代ダヴィド・ベン＝グリオン、第2代モシェ・シャレットの2人の首相に仕えた首相府長官を務めた。1963年に文化・教育省の部局長に就任すると、成人向けのヘブライ語教育プログラムの推進に手腕を発揮した。1965年、ナヴォンは第6次クネセト（国会）選挙にベン＝グリオンのラフィ党から立候補して当選し、所属政党のラフィ党が労働党、アラインメント党と合従連衡して変遷する中、第6次から第9次（1977年）クネセトまで議席を保った。その間、クネセト副議長、暫定議長（当時の議長が急逝、次の議長が選出されるまでの約1ヶ月間）、およびクネセト外務・防衛委員会の委員長、ならびに世界シオニスト労働者委員会委員長などの要職を歴任した。そして第9次クネセト議員任期中に、大統領に選出されたのである。

## 大統領時代
1978年、ナヴォンは第5代イスラエル大統領に選ばれた。彼はエルサレムにある大統領用住居のベイト・ハナッシに、幼い子供達を連れて移り住んだ最初の大統領だった。彼の妻オフィラはイスラエルの子供達に対する福祉の推進に活動的だった。
イスラエルの大統領は儀式的な官職だったが、1982年のレバノンのファランヘ党によって引き起こされたサブラ・シャティーラ事件では、ナヴォンはイスラエルの関わりを調査するための司法査問委員会の設置を声高に提唱した。
1983年、ナヴォンは大統領職の2期目に立候補する機を拒み、再び政治の表舞台に戻った最初で唯一のイスラエル大統領となった。投票の結果では、ナヴォンは労働党議長シモン・ペレスより人気があったが、ペレスは踏みとどまり、党首の座をナヴォンに渡すよう促された。ナヴォンの流暢なアラビア語はアラブ系やミズラヒの有権者の支持を集めたが、ナヴォンは党首の座を受け入れなかった。1984年、彼はクネセト議会に当選し、1984年から1990年まで教育相と文化相を務めた。彼は1992年までクネセトに議席を置き、その後政界を退いた。

## 死去
2015年11月6日、エルサレムにある自宅で死去、94歳。

## 文学活動
ナヴォンは2つのミュージカルを書いており、テルアヴィヴの国立劇場ハビマーで上演され成功を収めた。